# 그리스도의 유혹

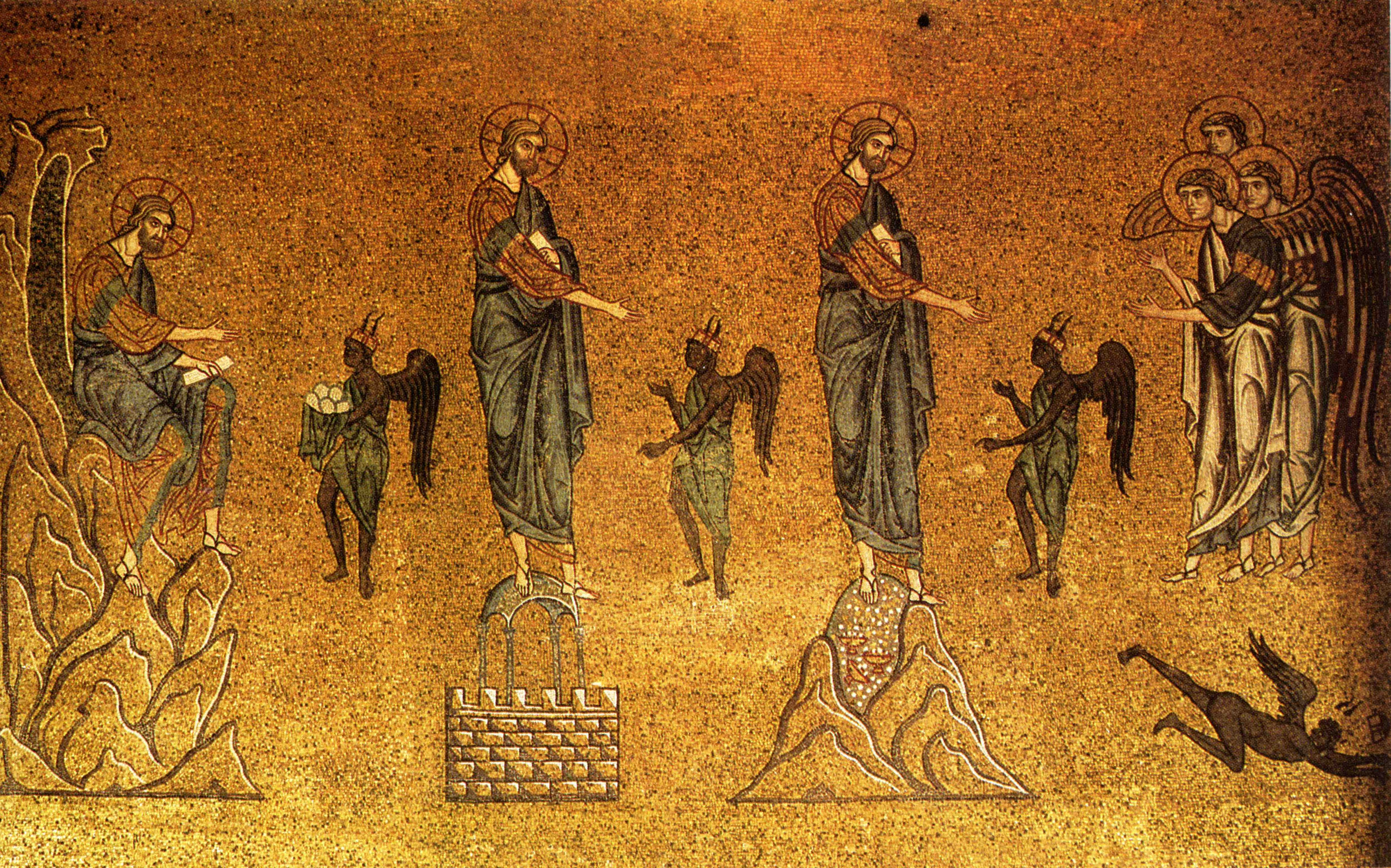
그리스도의 유혹(The Temptations of Christ): 산 마르코 대성당의 12세기 모자이크.

그리스도의 유혹, 광야의 유혹은 성경 마태오(4장 1~11절), 마가(1장 12~13절), 누가(4장 1~13절) 복음서에 자세히 기록된 내용이다. 성경 구절에 따르면, 예수는 세례를 받은 뒤 유대 광야에서 40일 동안 밤낮으로 금식하였다. 이후 마귀가 예수에게 나타나 3가지 유혹을 한다. 마귀의 유혹에 예수가 넘어가지 않자 마귀는 떠나가고 천사가 와서 수종을 든다.

## 같이 보기
- 최후의 유혹
- 그리스도 최후의 유혹